# 刘道 (楚王)
刘道（？—前129年），汉朝宗室，西汉楚王。
其祖父楚元王刘交是汉高祖刘邦的弟弟。前151年，其父刘礼去世。刘道一共在位二十二年。前129年，刘道去世，谥号安。

## 兒子
- 楚襄王刘注
- 杏山侯劉成
- 浮丘節侯劉不害（－前119年）